# Luís Paulo de Araújo Bastos
Luís Paulo de Araújo Bastos, primeiro barão com grandeza e visconde com grandeza de Fiais, (Rio de Janeiro, 3 de janeiro de 1797 — Bahia, 27 de julho de 1863) foi um político brasileiro. Filho de Manuel Rodrigues de Araújo e Silva e de Maria Luísa de Albuquerque Barros e Bastos.
Cônjuge de Josefa Emerenciana de Barreiros e pai dos seguintes filhos: Maria Luísa, Clara Luísa Viana de Araújo Bastos, Pedro Viana de Araújo Basto, Maria Luísa Viana Basto e Luiza Clara Vianna de Araújo Basto.
Foi bacharel em direito pela Universidade de Coimbra em 1819.
Foi presidente da província da Bahia, de 13 de abril de 1830 a 15 de abril de 1831.
Foi comendador da Imperial Ordem da Rosa em 1860. Elevado a barão por decreto de 7 de julho de 1841, barão com honras de grandeza por decreto de 2 de dezembro de 1849, visconde por decreto de 2 de dezembro de 1854 e visconde com honras de grandeza por decreto de 2 de dezembro de 1863.